# Кемокаї Каллон
Кемокаї Каллон (англ. Kemokai Kallon, нар. 17 березня 1972, Кенема) — сьєрралеонський футболіст, що грав на позиції захисника. Відомий за виступами у низці сьєрралеонських і закордонних футбольних клубів, а також у складі національної збірної Сьєрра-Леоне.

## Клубна кар'єра
Кемокаї Каллон народився у 1972 році в місті Кенема. Відомості про його професійну кар'єру з'явились у 1994 році, коли Кемокаї Каллон грав у складі гвінейського клубу «Калум Стар», у складі якого двічі ставав чемпіоном Гвінеї. У 1997 року старший Каллон став гравцем шведського клубу Аллсвенскан «Юнгшиле СК», проте зіграв у його складі лише 1 матч, та ще протягом року перейшов до команди другого шведського дивізіону «Норрбю». У 1998—2000 роках сьєрралеонський захисник грав у складі ліванського клубу «Сафа», а в 2000—2001 роках грав у складі іншого ліванського клубу «Тадамон Сур», у складі якого став володарем Кубка Лівану. Кілька років футбольної кар'єри Кемокаї Каллона залишаються невідомими, а в 2006 році він став гравцем сьєрралеонського клубу «Каллон», власником якого є його брат. У складі «Каллона» Кемокаї грав до 2011 року, після чого перейшов до складу іншого сьєрралеонського клубу «Белвік Юнайтед», і в 2012 році завершив виступи на футбольних полях.

## Виступи за збірну
У 1994 році Кемокаї Каллон дебютував у складі національної збірної Сьєрра-Леоне. У складі збірної грав у фінальній частині Кубка африканських націй 1994 року, проте збірна Сьєрра-Леоне не подолала на ньому груповий бар'єр. У складі збірної Кемокаї Каллон грав до 2008 року, загалом протягом кар'єри в національній команді провів у її формі 52 матчі, забивши 4 голи.

## Особисте життя
Кемокаї Каллон є старшим братом колишніх футболістів збірної Сьєрра-Леоне Мохамеда Каллона та Муси Каллона.